# Jacques Richard (hockey sur glace)
Pour les articles homonymes, voir Richard et Jacques Richard.
Jacques Richard (né le 7 octobre 1952 dans la ville de Québec dans la province de Québec au Canada - mort le 8 octobre 2002 à Issoudun) est un joueur professionnel canadien de hockey sur glace. Il évoluait au poste de centre.

## Biographie

### Carrière de joueur
Après avoir joué en junior avec les Remparts de Québec, Richard est sélectionné par les Flames d'Atlanta en 2e position du premier tour du repêchage amateur de la LNH 1972. Il a aussi été sélectionné par les Nordiques de Québec le 12 février 1972 au repêchage général des joueurs de l'Association mondiale de hockey. Le 1er octobre 1975, il est échangé par Atlanta aux Sabres de Buffalo pour Larry Carrière et le choix de premier tour des Sabres (qui sera plus tard échangé aux Capitals de Washington, ces derniers qui sélectionneront Greg Carroll en 1976) et de l'argent. Il signe comme agent libre le 12 février 1980 avec les Nordiques de Québec, qui jouent désormais dans la LNH. 
Richard connait une belle fin de saison avec les Nordiques 1979-80, marquant 15 points en 14 matchs, après avoir passé le début de saison dans les mineures avec les Americans de Rochester. Il connaît ensuite sa meilleure saison dans la LNH en 1980-1981, alors qu'il marque 52 buts et inscrit 51 passes pour un total de 103 points. Un mythe tenace veut que cette production inattendue soit due au fait qu'il ait complété un trio avec les frères Peter Stastny et Anton Stastny, arrivé à Québec cette saison-là, et que sa baisse de production à partir de l'année suivante soit due à l'arrivée du troisième des frères, Marian Stastny, qui aurait pris sa place sur le trio. Or, il n'en est rien, car ce sont successivement Jamie Hislop et Michel Goulet qui jouent aux côtés des deux Slovaques; Richard lui joue régulièrement en avantage numérique (il marque 16 buts dans ce rôle), et patine aux côtés de joueurs comme Goulet, Dale Hunter, Marc Tardif et Réal Cloutier. Sa production baisse au cours des deux saisons suivantes, mais demeure meilleure de celle de ses années à Atlanta et Buffalo. Cependant, ses problèmes personnels resurgissent, et il effectue un autre séjour dans les mineures, cette fois avec l'Express de Fredericton en 1982-83, sa dernière saison chez les professionnels.

### Vie personnelle
Richard est arrêté en 1989 pour avoir tenté de faire entrer clandestinement de la cocaïne au Canada. Il est condamné à 7 ans de prison. Il meurt dans un accident d'automobile à Issoudun, à une quarantaine de kilomètres au sud-ouest de Québec, le lendemain de son 50e anniversaire, le 8 octobre 2002.

## Statistiques
| Saison     | Équipe                 | Ligue      |     | Saison régulière | Saison régulière | Saison régulière | Saison régulière | Saison régulière |    | Séries éliminatoires | Séries éliminatoires | Séries éliminatoires | Séries éliminatoires | Séries éliminatoires |
| Saison     | Équipe                 | Ligue      | PJ  | B                | A                | Pts              | Pun              | PJ               | B  | A                    | Pts                  | Pun                  |                      |                      |
| 1967-1968  | As junior de Québec    | LHJAQ      | 50  | 18               | 18               | 36               | -                | -                | -  | -                    | -                    | -                    |                      |                      |
| 1968-1969  | As junior de Québec    | LHJAQ      | 50  | 23               | 40               | 63               | 78               | -                | -  | -                    | -                    | -                    |                      |                      |
| 1969-1970  | Remparts de Québec     | LHJMQ      | 53  | 62               | 64               | 126              | 170              | 15               | 11 | 14                   | 25                   | 30                   |                      |                      |
| 1970-1971  | Remparts de Québec     | LHJMQ      | 55  | 53               | 60               | 113              | 125              | 14               | 18 | 17                   | 35                   | 42                   |                      |                      |
| 1971-1972  | Remparts de Québec     | LHJMQ      | 61  | 71               | 89               | 160              | 100              | 15               | 11 | 26                   | 37                   | 23                   |                      |                      |
| 1972-1973  | Flames d'Atlanta       | LNH        | 74  | 13               | 18               | 31               | 32               | -                | -  | -                    | -                    | -                    |                      |                      |
| 1973-1974  | Flames d'Atlanta       | LNH        | 78  | 27               | 16               | 43               | 45               | 4                | 0  | 0                    | 0                    | 2                    |                      |                      |
| 1974-1975  | Flames d'Atlanta       | LNH        | 63  | 17               | 12               | 29               | 31               | -                | -  | -                    | -                    | -                    |                      |                      |
| 1975-1976  | Sabres de Buffalo      | LNH        | 73  | 12               | 23               | 35               | 31               | 9                | 1  | 1                    | 2                    | 7                    |                      |                      |
| 1976-1977  | Sabres de Buffalo      | LNH        | 21  | 2                | 0                | 2                | 16               | -                | -  | -                    | -                    | -                    |                      |                      |
| 1976-1977  | Bears de Hershey       | LAH        | 44  | 20               | 25               | 45               | 42               | 6                | 3  | 0                    | 3                    | 2                    |                      |                      |
| 1977-1978  | Bears de Hershey       | LAH        | 54  | 25               | 23               | 48               | 29               | -                | -  | -                    | -                    | -                    |                      |                      |
| 1978-1979  | Sabres de Buffalo      | LNH        | 61  | 10               | 15               | 25               | 26               | 3                | 1  | 0                    | 1                    | 0                    |                      |                      |
| 1979-1980  | Americans de Rochester | LAH        | 37  | 13               | 23               | 36               | 37               | -                | -  | -                    | -                    | -                    |                      |                      |
| 1979-1980  | Nordiques de Québec    | LNH        | 14  | 3                | 12               | 15               | 4                | -                | -  | -                    | -                    | -                    |                      |                      |
| 1980-1981  | Nordiques de Québec    | LNH        | 78  | 52               | 51               | 103              | 39               | 5                | 2  | 4                    | 6                    | 14                   |                      |                      |
| 1981-1982  | Nordiques de Québec    | LNH        | 59  | 15               | 26               | 41               | 77               | 10               | 1  | 0                    | 1                    | 9                    |                      |                      |
| 1982-1983  | Nordiques de Québec    | LNH        | 35  | 9                | 14               | 23               | 6                | 4                | 0  | 0                    | 0                    | 2                    |                      |                      |
| 1982-1983  | Express de Fredericton | LAH        | 19  | 16               | 15               | 31               | 16               | -                | -  | -                    | -                    | -                    |                      |                      |
| Totaux LNH | Totaux LNH             | Totaux LNH | 556 | 160              | 187              | 347              | 307              | 35               | 5  | 5                    | 10                   | 34                   |                      |                      |

## Honneurs
- 1970-1971 : nommé dans la première équipe d'étoiles de la LHJMQ.
- 1971-1972 : 
  - nommé dans la première équipe d'étoiles de la LHJMQ.
  - remporte le trophée Jean-Béliveau du meilleur pointeur de la LHJMQ.
  - champion de la Coupe du président avec les Remparts de Québec.
  - champion de la coupe Memorial avec les Remparts de Québec.